# Pepijn Schlösser
Pepijn Schlösser (Hoensbroek, 14 februari 1998) is een Nederlands voetballer die doorgaans als verdediger speelt.

## Carrière
Pepijn Schlösser speelde in de jeugd van VV Amstenrade en Roda JC Kerkrade, waar hij sinds 2018 deel uit maakt van de eerste selectie. Hij debuteerde voor Roda JC op 25 september 2018, in de met 0-6 gewonnen uitwedstrijd tegen DVS '33 Ermelo in het toernooi om de KNVB beker. Hij begon in de basis en speelde de hele wedstrijd.
In 2021 ging hij naar het Duitse KFC Uerdingen 05 dat uitkomt in de Regionalliga West.